# Super Bowl XXXV
El Super Bowl XXXV fue el nombre que se le designó al partido de Fútbol Americano que definió al campeón de la temporada 2000-01 de la NFL. El partido se disputó el 28 de enero de 2001 en el estadio Raymond James Stadium de la ciudad de Tampa, Florida y enfrentó al campeón de la AFC los Baltimore Ravens y al campeón de la NFC los New York Giants. La victoria fue los Baltimore Ravens que se impusieron por 34-7 y de esta forma obtuvieron su primer título de Super Bowl.

## Resumen del partido
En el primer cuarto del Super Bowl XXXV los Ravens abrieron el marcador con una anotación de Brandon Stokley, tras atrapar un pase de 38 yardas lanzado por Trent Dilfer. En el segundo cuarto los Ravens estiraron la ventaja con un gol de campo de Matt Stover de 47 yardas. En el tercer cuarto Duane Starks corrió 49 yardas para llegar a la zona de anotación los Giants luego de interceptar un pase lanzado por Kerry Collins. Más adelante, vendría lo más emocionante del juego; Ron Dixon con un retorno de patada de 97 yardas descontaría para los Giants. Sin embargo en la patada de salida siguiente Jermaine Lewis, de los Ravens, regresaría por 84 yardas el ovoide hasta la zona de anotación rival. En el último cuarto Jamal Lewis acarreó el balón 3 yardas para anotación, y luego un gol de campo de Matt Stover, de 34 yardas, dejaron el resultado 34-7 a favor de los Baltimore Ravens, quienes de esta forma ganaban su primer título de Super Bowl. 
El jugador más valioso fue Ray Lewis al tener 7 tackleadas en el juego.  Además, la defensiva de los Ravens, interceptó 4 veces al mariscal Kerry Collins, que le permitió solo 7 puntos y nunca dejó que los Giants entraran en sus 30 yardas.